# Juraj Dimitrov
Juraj Dimitrov (15. stoljeće, hrvatski graditelj).

Juraj Dimitrov, zadarski graditelj. U suradnji s bratom Pavlom radio je u Pagu, Rabu i Rijeci. 1442. proširivao je riječku crkvu sv. Marije, a zatim s bratom Pavlom gradi tri apside župne crkve u Pagu koje presvode rebrastim svodom.
Na Rabu Juraj Dimitrov gradi crkvu i klaustar franjevačkog samostana sv. Eufemije.